# Cretoglaphyrus zherikhini
Cretoglaphyrus zherikhini es una especie de coleóptero de la familia Glaphyridae.

## Distribución geográfica
Habita en Rusia.